# Château de Sauvebœuf (Aubas)
Pour l’article homonyme, voir Château de Sauvebœuf (Lalinde).
Le château de Sauvebœuf est un château français du XVIIe siècle situé à Aubas, dans le département de la Dordogne, en région Nouvelle-Aquitaine.
Il fait l'objet d'une protection au titre des monuments historiques.
Il ne faut pas le confondre avec l'autre château du même nom situé à 43 kilomètres au sud-ouest, à Lalinde.

## Généralités
Le château de Sauvebœuf est un château français du XVIIe siècle implanté dans le Périgord noir sans le nord de la commune d'Aubas, en rive gauche de la Vézère.
Appartenant à Claude Douce, publicitaire français, le château est ouvert au public.

## Étymologie
Le nom de Sauvebœuf, composé des deux termes « sauve » et « bœuf », pourrait dériver de saouvestous signifiant « isolé, désert », et de bos représentant un bois ; ainsi le nom pourrait correspondre à un « endroit boisé, désert et peu sûr ».

## Description

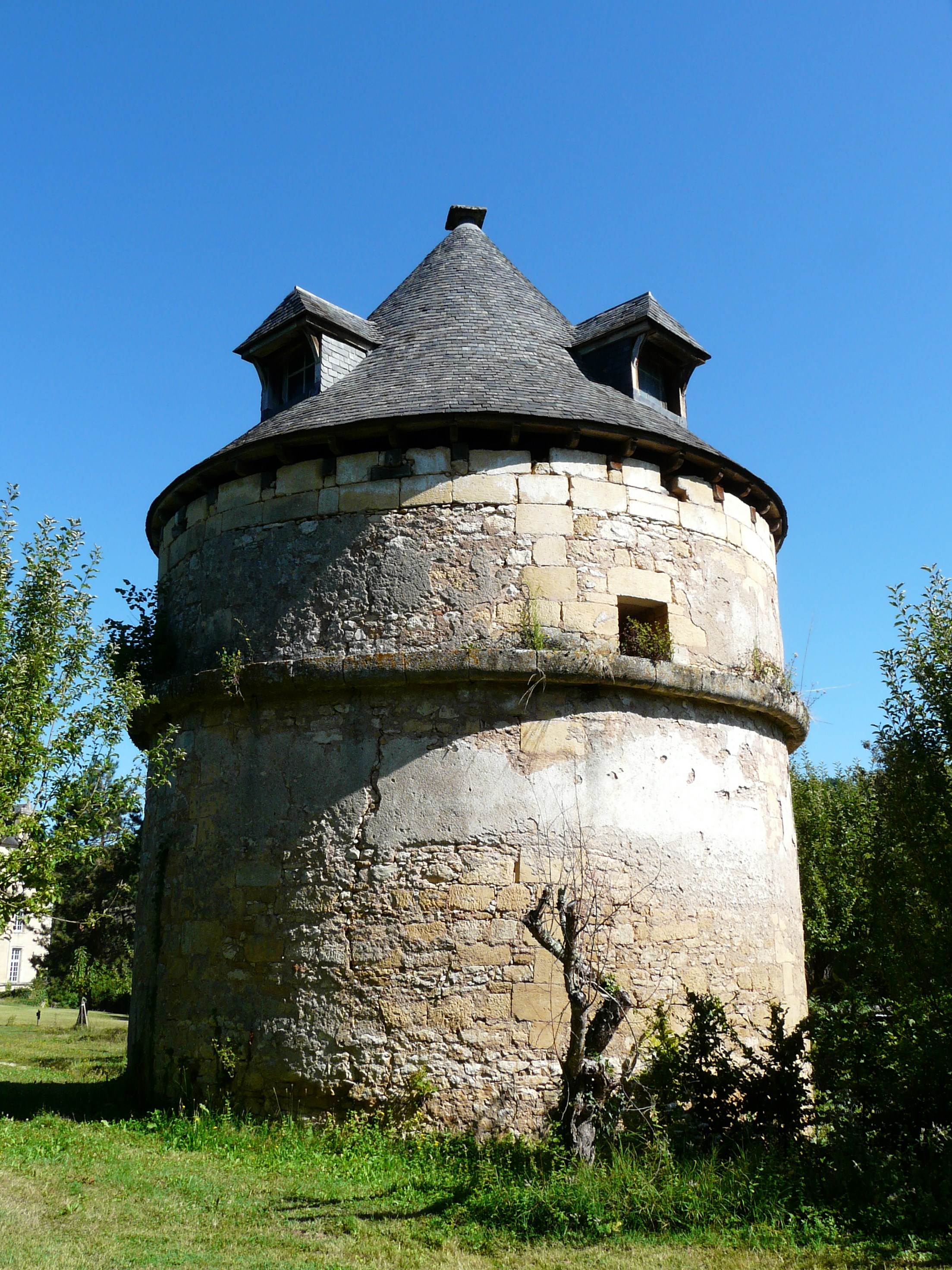
Le pigeonnier du château.

Construit dans le même style que le Palais du Luxembourg à Paris, le château est composé d'un vaste corps de logis allongé encadré de pavillons aux toitures à lucarnes donnant sur la Vézère. On peut y admirer la cour d'entrée, les façades et les toitures du château, la galerie et le pavillon en demi-hors-œuvre qui lui fait suite, le pavillon isolé, la charpente du château, l'escalier d'honneur, la clôture de la cour d'honneur, le pigeonnier. On y trouve des peintures de Philippe de Champaigne.

## Historique
Un premier château, attesté en 1365 (Hospitium de Sauvebuo), est érigé par la famille de Ferrières, à proximité d'un gué sur la Vézère, sur la route menant de Montignac à Terrasson. En l'an 1600, Jehan III de Ferrières le fait rénover dans le style Renaissance. Il est détruit en 1633 sur l'ordre de Richelieu, pour punir son propriétaire de s'être battu en duel. Après intervention de Marie d'Hautefort auprès du roi Louis XIII, le château est reconstruit en 1636-1637 par Charles-Antoine de Ferrières, marquis de Sauvebœuf, peut-être d'après les plans de Nicolas Rambourg, architecte du château de Hautefort.
Le château devient la propriété de Victor Riqueti de Mirabeau — le père du célèbre révolutionnaire —, après son mariage en 1743 avec Marie Geneviève de Vassan, veuve de François de Ferrières, marquis de Sauvebœuf. Le révolutionnaire y séjourna du temps de sa jeunesse et y fut quelque temps exilé.
Deux bâtiments ont disparu, supprimés par la famille Mirabeau au XVIIIe siècle (écurie dans l'aile ouest) et par la famille Chassagnac au XIXe siècle (aile sud).
Le château subit d'importantes restaurations à la fin du XIXe siècle, dans les mains de la famille Oberkampf qui l'acquiert en 1891 et le revend en 1927,. Il est transformé en domaine agricole jusqu'en 1975, puis abandonné jusqu'à son rachat par le publicitaire Claude Douce en 1987. À l'initiative de ce dernier, le château est partiellement inscrit au titre des monuments historiques le 2 juillet de la même année (façades, toitures, pigeonnier, charpente du château, et clôture de la cour d'honneur). Restauré peu après, il est inscrit en totalité le 9 octobre 2009.
En avril 2013, Claude Douce ouvre au public le château ainsi qu'un important musée privé regroupant, entre autres, une très importante collection d'objets préhistoriques,

### La légende
Selon une légende, au temps des croisades, Alice, la fille du châtelain, devait devenir la femme du seigneur de Montignac. Mais, amoureuse du sire de Losse, parti en guerre contre les Infidèles et mort au combat, elle se serait jetée dans la Vézère et son corps aurait été emporté jusqu'en dessous du château de Losse, en aval de Montignac. Depuis, elle reviendrait hanter les abords du château de Sauvebœuf, le matin dans le brouillard.

## Architecture
En 1600, le château se présentait comme un carré entourant une cour centrale. Au nord se trouvait le logis encadré par deux pavillons d'angle ; deux autres pavillons formaient les angles sud-ouest et sud-est, et trois chemins de ronde à l'est, au sud et à l'ouest, clôturaient le tout. Le château reconstruit en 1637 remplace les chemins de ronde par des dépendances, celle du sud étant située en retrait des deux pavillons, et l'occidentale devenant une écurie. Au XVIIIe siècle, l'écurie est supprimée et au siècle suivant, le bâtiment sud est lui aussi détruit.
Au début du XXIe siècle, le logis et les deux pavillons subsistent au nord, une dépendance orientale est bâtie en équerre vers le sud depuis le pavillon nord-est, vers le pavillon sud-est, et le quatrième pavillon (au sud-ouest) reste isolé. Entre ces deux derniers, une grille et un petit muret ferment la cour d'honneur au sud, et un autre muret en fait autant à l'ouest.

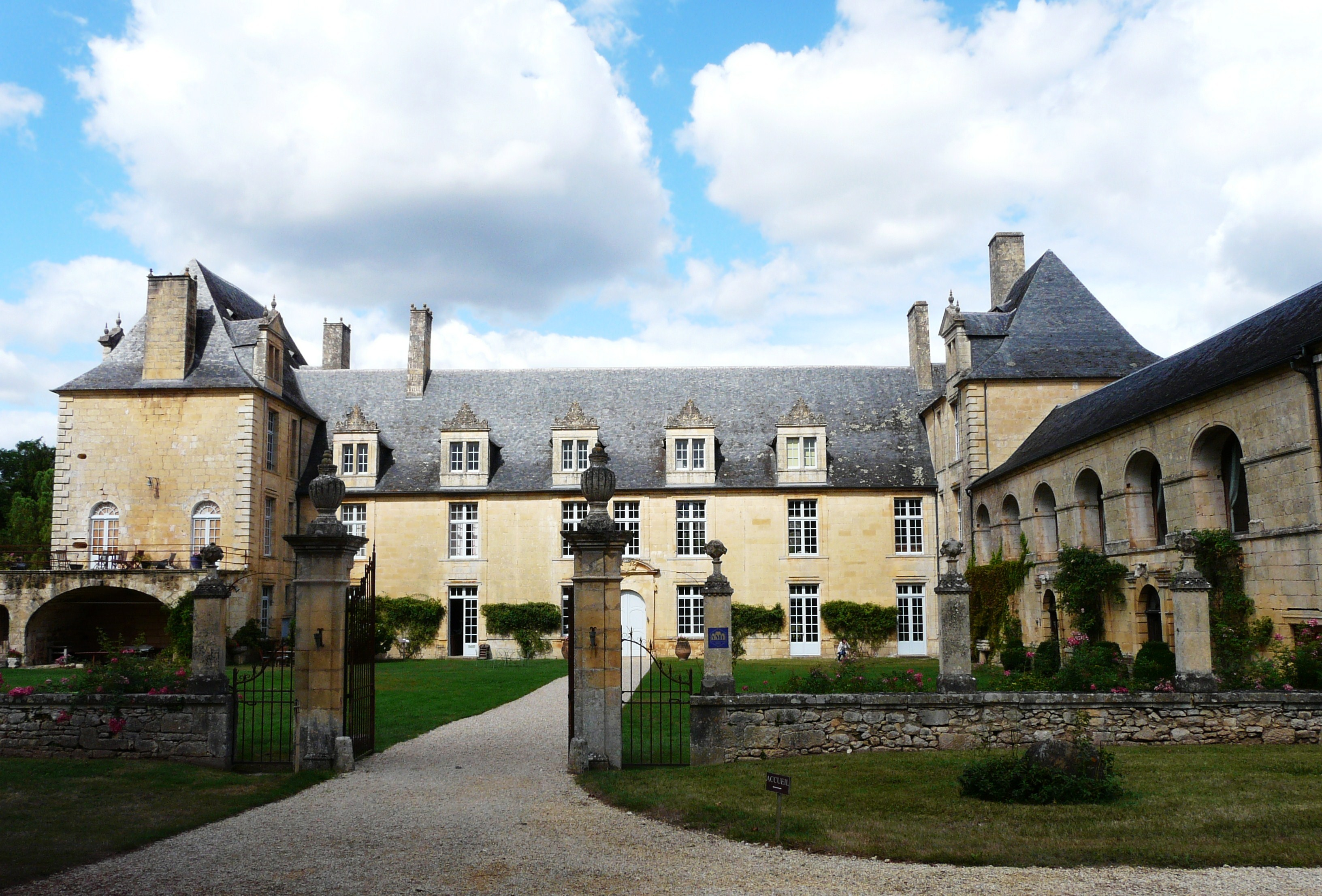
La façade sud.
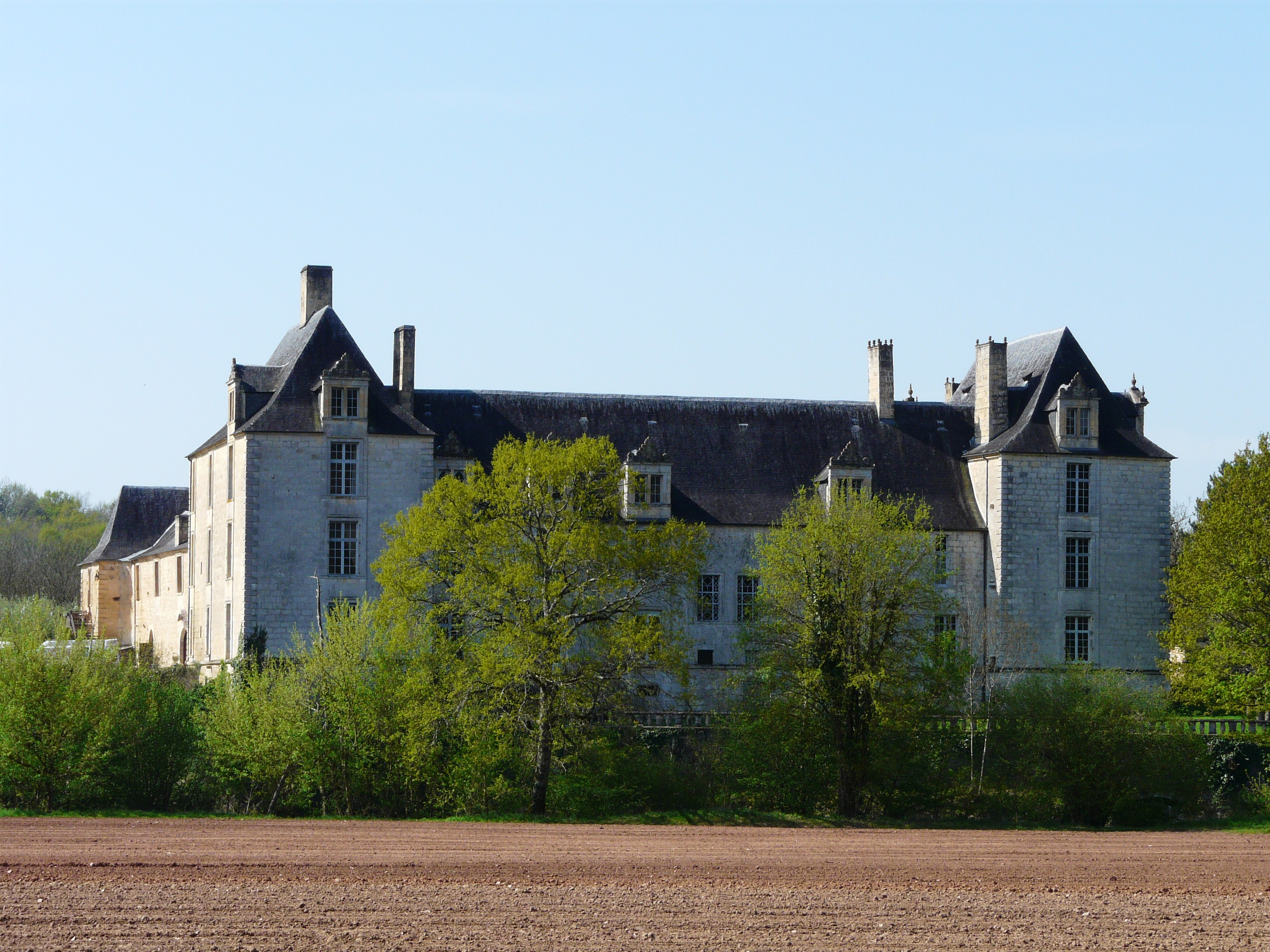
La façade nord.
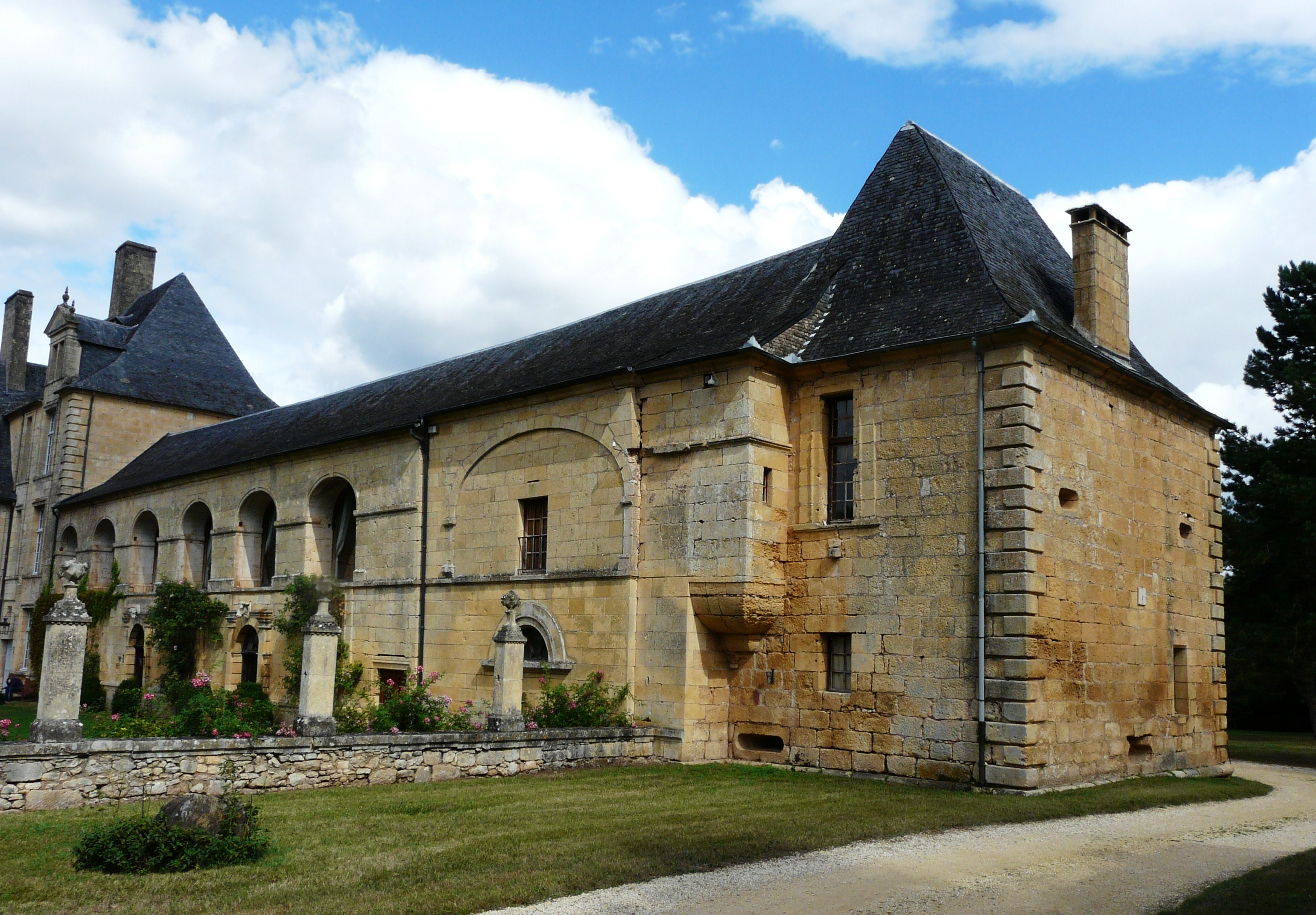
Le bâtiment oriental (dépendances et pavillon sud-est).
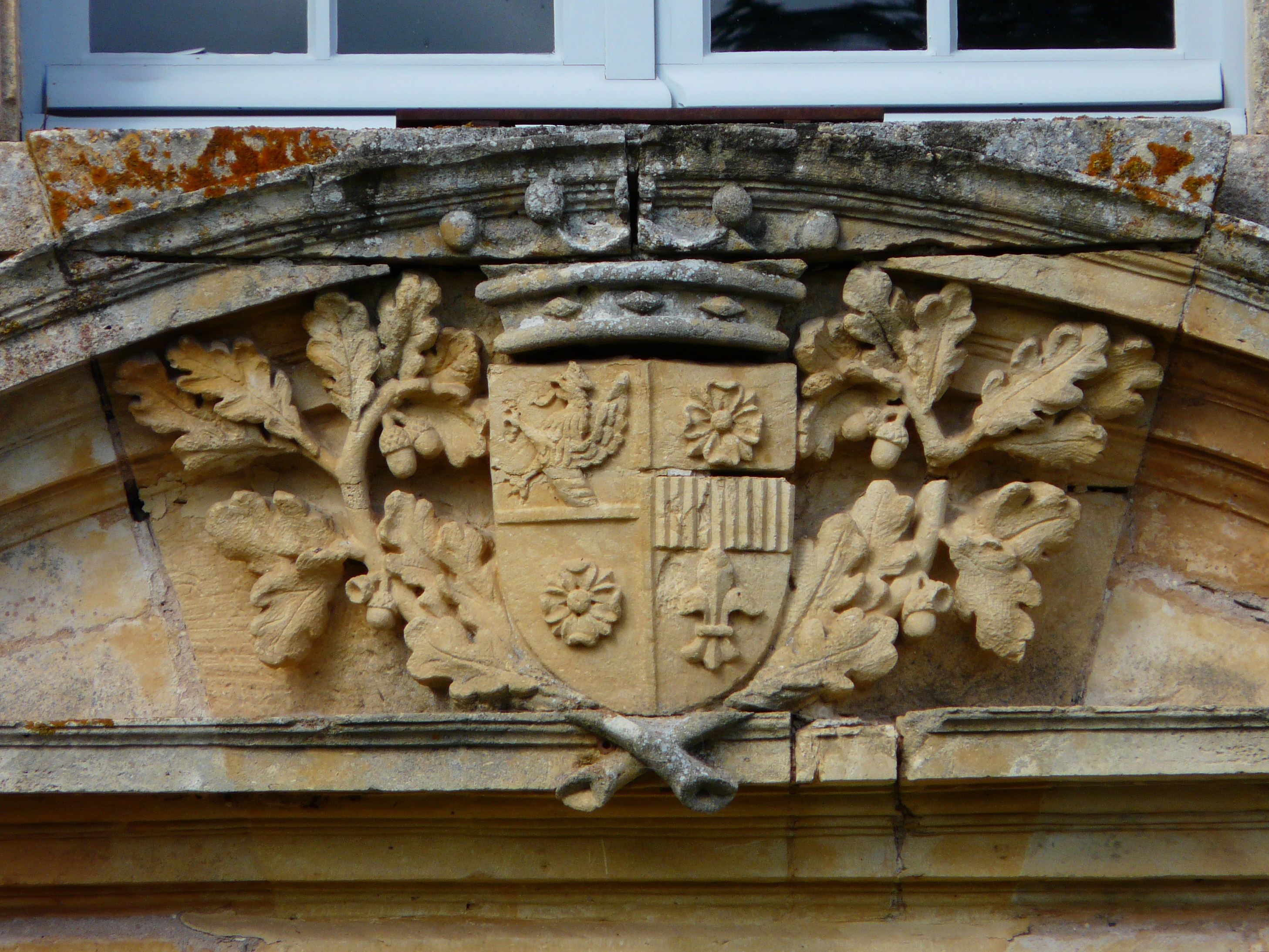
Le fronton de la porte d'entrée principale.

### Les fontaines
Dans le parc du château, parmi quatre fontaines datant de 1610 et représentant les quatre éléments : air, eau, feu et terre, deux n'avaient pas été détruites en 1633. Celle qui représente l'eau est déplacée en Lot-et-Garonne en 1927, à Clairac, au château de Roche, dont le propriétaire était également celui de Sauvebœuf ; pendant longtemps, il a été supposé que l'autre était partie aux États-Unis, jusqu'à la découverte, au début des années 2000, que la balustrade de la terrasse donnant sur la Vézère était constituée d'éléments de cette fontaine.

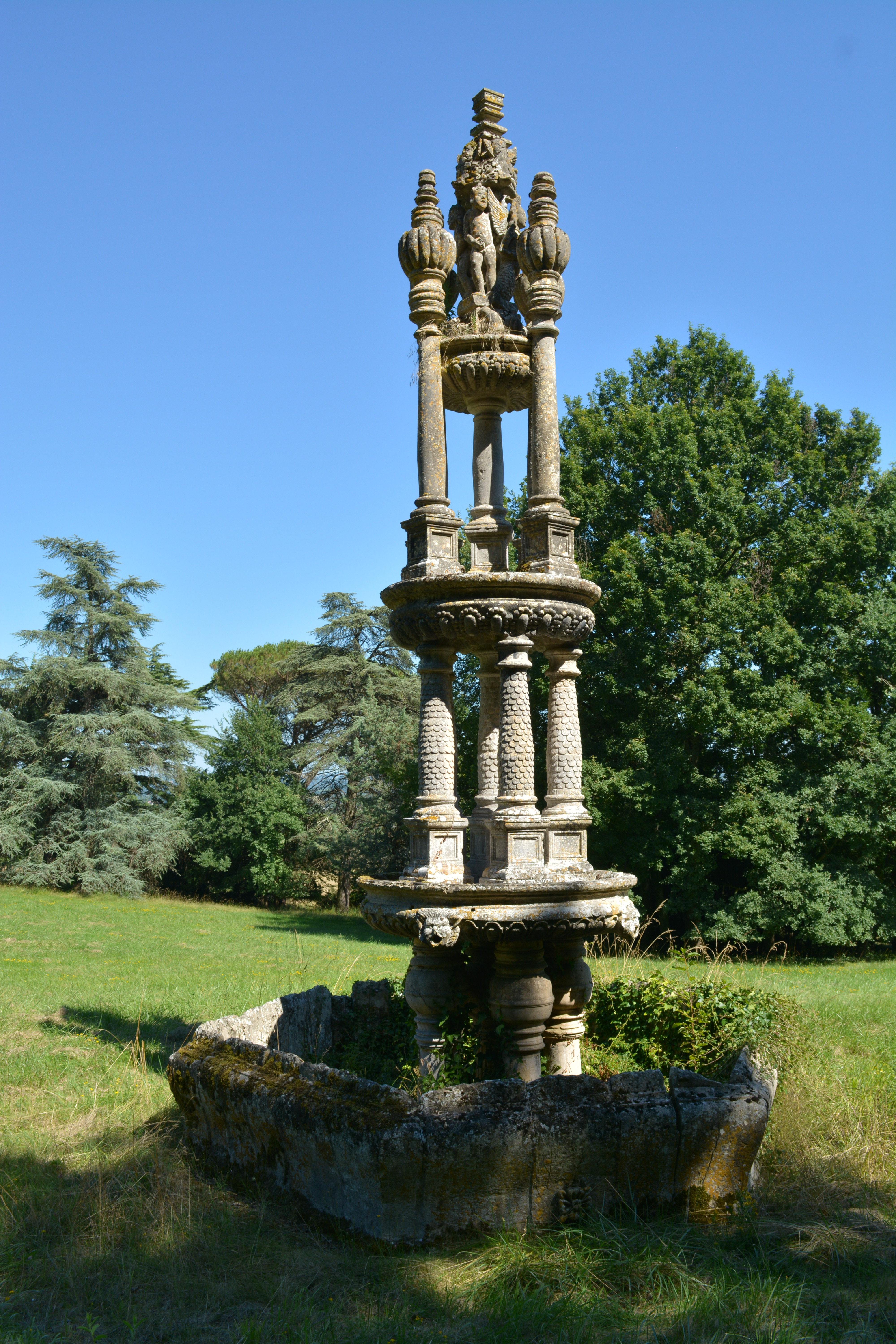
La fontaine du château de Roche à Clairac.
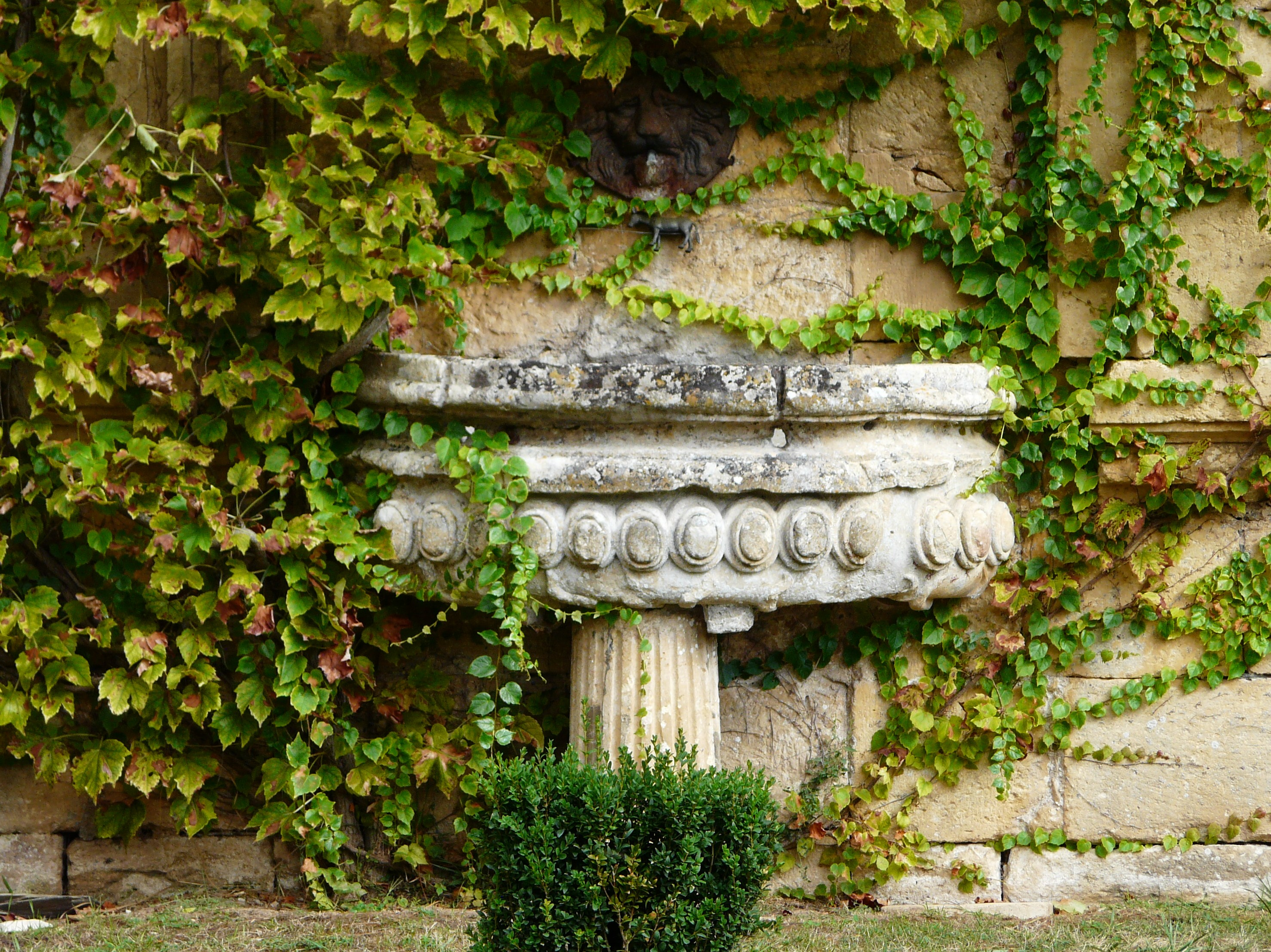
Vestiges d'une fontaine dans le bâtiment oriental de Sauvebœuf.